# Kristina Adolphson
Kristina Adolphson (Stoccolma, 2 settembre 1937) è un'attrice svedese.

## Biografia
È figlia degli attori Edvin Adolphson (1893-1979) e Mildred Mehle (1904-1987) e sorella dello scrittore e cantautore Olle Adolphson (1934-2004).
Dal 1959 al 1989 è stata sposata con l'attore Erland Josephson.

## Filmografia parziale
- Enhörningen, regia di Gustaf Molander (1955)
- L'occhio del diavolo (Djävulens öga), regia di Ingmar Bergman (1960)
- L'immagine allo specchio (Ansikte mot ansikte), regia di Ingmar Bergman (1976)
- Fanny e Alexander (Fanny och Alexander), regia di Ingmar Bergman (1982)
- Conversazioni private (Enskilda samtal), regia di Liv Ullmann (1996)